# Агломерація Ресіфі (мезорегіон)
Агломерація Ресіфі (порт. Mesorregião Metropolitana do Recife) — мезорегіон в бразильському штаті Пернамбуку, що включає власне міську агломерацію Ресіфі та острови Фернанду-ді-Норонья. Складається з 4 мікрорегіонів, що у свою чергу поділяються на 15 муніципалітетів.
Список мікрорегіонів
- Ітамарака
- Ресіфі
- Суапі
- Фернанду-ді-Норонья